# Carlos Bustos
Carlos Julio Bustos (ur. 16 kwietnia 1966 w Buenos Aires) – argentyński piłkarz występujący na pozycji środkowego obrońcy, trener piłkarski, od 2025 roku prowadzi boliwijski The Strongest.
Jego brat Fabián Bustos również był piłkarzem.

## Kariera klubowa
Bustos rozpoczynał swoją karierę piłkarską jako jedenastolatek w akademii juniorskiej klubu Talleres de Córdoba, do którego seniorskiej drużyny został włączony osiem lat później. W argentyńskiej Primera División zadebiutował za kadencji szkoleniowca José Omara Reinaldiego, w rozgrywkach 1985/1986. Ogółem w Talleres występował ze zmiennym szczęściem przez pięć lat, nie odnosząc żadnych sukcesów zarówno na arenie krajowej, jak i międzynarodowej. Później przeszedł do Deportivo Español ze stołecznego Buenos Aires, zaś w 1991 roku na zasadzie krótkoterminowego wypożyczenia zasilił San Lorenzo de Almagro, z którym wygrał turniej Liguilla Pre-Libertadores de América, dzięki czemu jego drużyna zakwalifikowała się do najbardziej prestiżowych rozgrywek futbolu południowoamerykańskiego – Copa Libertadores. W styczniu 1993 jego dobre występy w Deportivo Español zaowocowały transferem do jednego z najpopularniejszych klubów w kraju, prowadzonego przez Daniela Passarellę River Plate. Tam spędził sześć miesięcy, będąc podstawowym graczem zespołu. Wziął także udział w turnieju Copa Libertadores, gdzie jednak odpadł z River już w fazie grupowej.
Latem 1993 Bustos podpisał umowę z inną stołeczną drużyną, walczącą o utrzymanie w najwyższej klasie rozgrywkowej Argentinos Juniors. Jej barwy reprezentował ostatecznie przez rok, po czym odszedł do CA Independiente. Tam spędził dwa i pół roku, pełniąc niemal wyłącznie rolę rezerwowego, lecz właśnie z tym zespołem odnosił największe sukcesy w swojej karierze piłkarskiej: w kwietniu 1995 najpierw triumfował z nim w międzynarodowych rozgrywkach Recopa Sudamericana, pokonując w dwumeczu brazylijską ekipę Grêmio, a w grudniu tego samego roku zdobył Supercopa Sudamericana, gdzie tym razem Independiente pokonało w dwumeczu finałowym inny zespół z Brazylii, CR Flamengo. Ponadto podczas jesiennego sezonu ligowego Apertura 1996 wywalczył ze swoim klubem tytuł wicemistrza Argentyny. W Independiente na przestrzeni kilkudziesięciu miesięcy współpracował ponadto z uznanymi w całym kraju szkoleniowcami, jak Miguel Ángel Brindisi, Miguel Ángel López czy César Luis Menotti.
Wiosną 1997 Bustos wyjechał do Meksyku, zostając graczem tamtejszego klubu Monarcas Morelia. W meksykańskiej Primera División zadebiutował 11 stycznia 1997 w zremisowanym 0:0 spotkaniu z Leónem i od razu wywalczył sobie pewne miejsce w wyjściowej jedenastce. Po kilku miesiącach jego pozycja w pierwszym składzie zespołu prowadzonego przez Tomása Boya zaczęła słabnąć, wobec czego zdecydował się na odejście do drugoligowego CF Pachuca. Z tą drużyną na koniec sezonu 1997/1998 awansował do pierwszej ligi meksykańskiej, po czym bezpośrednio powrócił do ojczyzny, zostając graczem stołecznego Club Atlético Huracán. Tam grał bez większych sukcesów przez sześć miesięcy, a później wrócił do Monarcas Morelia, gdzie w wieku 33 lat, będąc rezerwowym graczem drużyny, zdecydował się zakończyć karierę.

## Kariera trenerska
W 2000 roku, zaraz po zakończeniu kariery piłkarskiej, Bustos znalazł zatrudnienie w swoim macierzystym Talleres de Córdoba, gdzie objął szóstoligową drużynę rezerw, z którą dwukrotnie – w sezonie Apertura i Clausura – wygrał rozgrywki ligowe. W 2001 roku został menadżerem i koordynatorem czwartoligowego klubu Universitario de Córdoba, gdzie spędził kilka miesięcy, za to w latach 2002–2005 pracował jako dyrektor sportowy w drugoligowym Belgrano de Córdoba. W maju 2005 podjął pierwszą samodzielną pracę trenerską, w czwartoligowym zespole Sportivo Belgrano i prowadził go przez następne półtora roku, opuszczając stanowisku w grudniu 2006. Wówczas po raz kolejny wyjechał do Meksyku, gdzie w ekipie Club Atlas z Guadalajary został asystentem swojego byłego przełożonego z Morelii, Tomása Boya. W 2008 roku wrócił do Talleres, gdzie był asystentem różnych szkoleniowców, przez krótki czas pełniąc też rolę tymczasowego trenera pierwszej drużyny, grającej wówczas w drugiej lidze argentyńskiej.
W lutym 2009 Bustos ponownie został asystentem Tomása Boya, tym razem w meksykańskim Monarcas Morelia, którego barwy reprezentował już jako piłkarz. Tam współpracował z nim przez następne trzy i pół roku, w 2010 roku triumfując w rozgrywkach SuperLigi, zaś podczas seezonu Clausura 2011 zdobywając tytuł wicemistrza Meksyku. Posadę tę opuścił w połowie 2012 roku, równolegle do odejścia Boya, lecz ostatecznie pozostał w klubie, zostając szkoleniowcem drugoligowej filii Morelii – Neza FC. Prowadził ją przez kolejne kilka miesięcy, nie odnosząc większych sukcesów, zaś w lutym 2013 zastąpił swojego rodaka Rubéna Omara Romano na stanowisku szkoleniowca Morelii. W jesiennym sezonie Apertura 2013 zdobył z tą ekipą krajowy puchar – Copa MX, bardzo dobre wyniki osiągając również w rozgrywkach ligowych – jego podopieczni zdołali się zakwalifikować do rozgrywek Copa Libertadores. Został zwolniony w styczniu 2014 po serii słabszych wyników (jedno zwycięstwo w sześciu kolejnych meczach).
W maju 2014 Bustos został szkoleniowcem zespołu Chivas de Guadalajara, jednak zrezygnował ze stanowiska już pięć miesięcy później w konsekwencji słabych wyników; jego podopieczni wygrali tylko dwa z dziesięciu ligowych spotkań. W styczniu 2015 objął drugoligową ekipę Dorados de Sinaloa z siedzibą w mieście Culiacán.